# Peugeot Sport
Peugeot Sport es la división deportiva de la marca de automóviles francesa Peugeot. Disputó el Campeonato Mundial de Rally entre 1984 y 1986, y entre 2000 y 2005, consiguiendo cinco títulos de constructores y cuatro de pilotos. También obtuvo tres victorias en la carrera de montaña de Pikes Peak en 1988, 1989 y 2013, y siete victorias en el Rally Dakar en 1987-1990 y 2016-2018.
Además, la marca francesa participó en carreras de resistencia, donde ganó las 24 Horas de Le Mans en 1992, 1993 y 2009, y fue campeona de marcas de la Copa Intercontinental Le Mans en 2010 y 2011.
Por otro lado, participó en Fórmula 1 como proveedor de motores entre los años 1994 y 2000, donde obtuvo un total de 14 podios con diferentes equipos.

## Campeonato Mundial de Rally

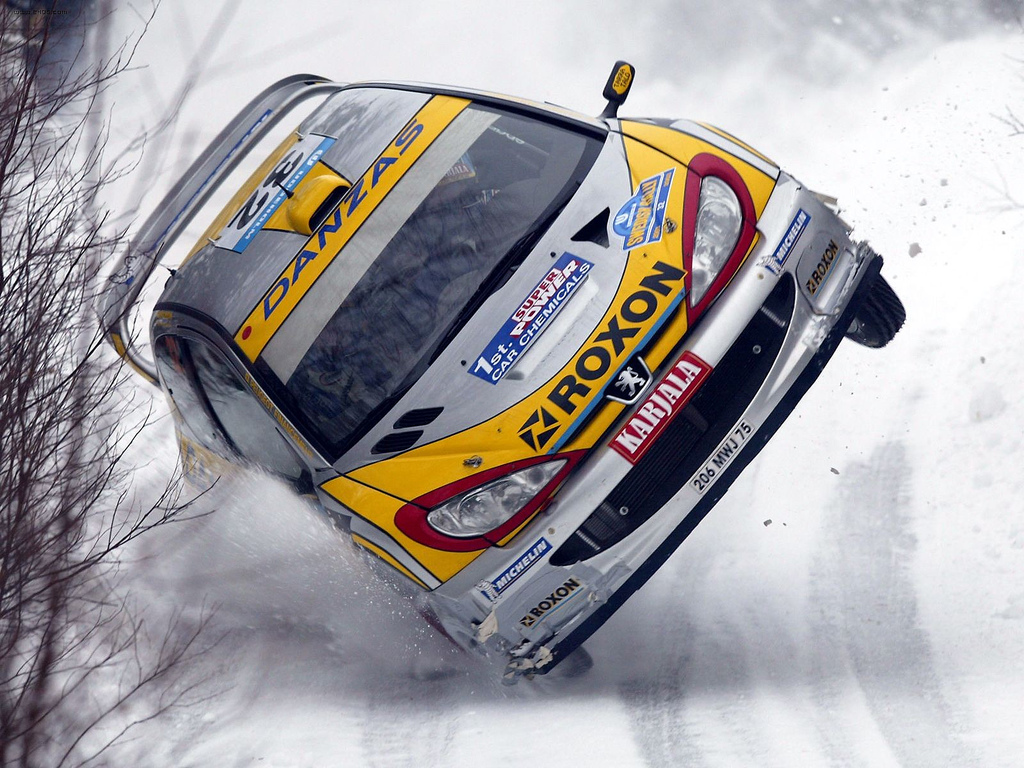
Juuso Pykälistö en su Peugeot 206 WRC durante el Rally de Suecia 2003.

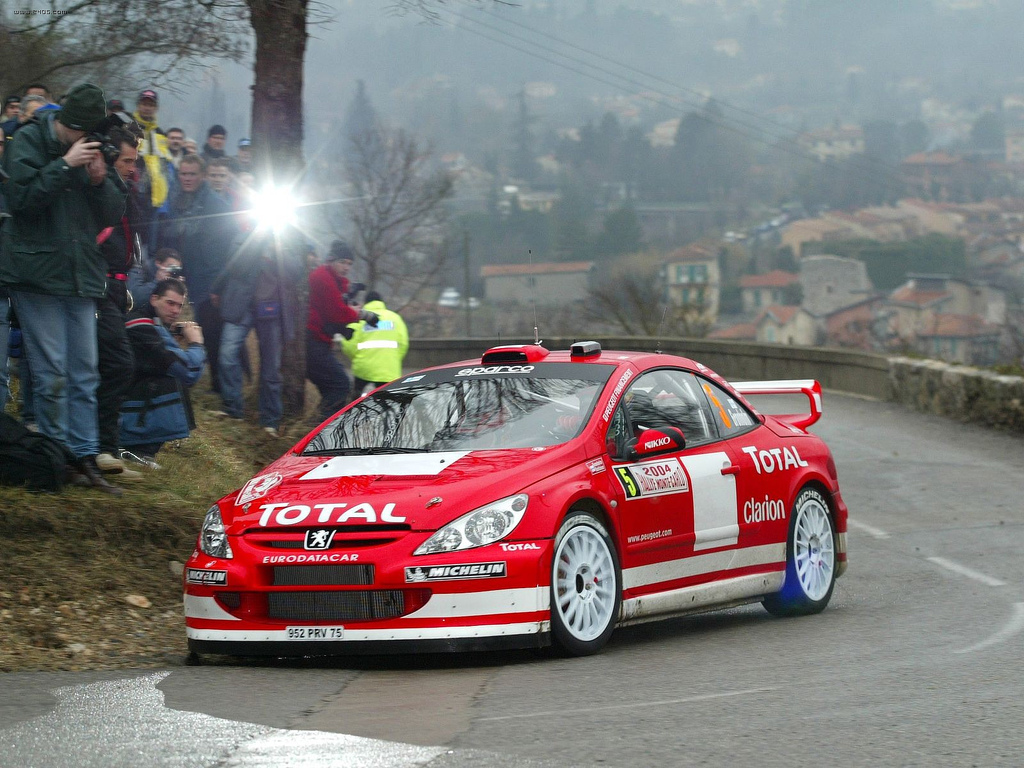
Peugeot 307 WRC de Marcus Grönholm durante el Rally de Montecarlo 2004.

### Años 1980
El debut de Peugeot en el mundial fue en 1984, consiguiendo sus primeras victorias en Finlandia, San Remo y Gran Bretaña, teniendo como pilotos a Ari Vatanen y Jean-Pierre Nicolas.
En 1985, el equipo ficha a Timo Salonen, Karl Grundel y Bruno Saby. Consigue mejorar el resultado del año anterior con siete victorias, además de ganar el Campeonato de Constructores y de Pilotos. Al año siguiente el equipo repite los dos títulos con Juha Kankkunen al volante del Peugeot 205 Turbo 16. 

### Años 2000
En 1999 después de 13 años sin participar en el campeonato mundial, Peugeot vuelve a la máxima competición, esta vez con el Peugeot 206 WRC y teniendo de pilotos a  Francois Delecour, Marcus Gronholm y Gilles Panizzi. Aunque ese año solo pudo obtener un segundo puesto en el Rally de San Remo como mejor resultado, al año siguiente el equipo consigue los dos Campeonatos, Constructores y Pilotos, repitiendo la gesta de años atrás.
En 2001, el francés Auriol se suma al equipo, y aunque la marca repite título de Constructores y obtiene seis victorias, no puede hacerse con el título de Pilotos que se lo llevaría Richard Burns con el Subaru Impreza.
Para la temporada 2002, Peugeot decidió fichar a Burns, y consigue con Marcus Gronholm repetir la gesta del 2001, al obtener el doblete, otra vez con el finlandés y con el mismo vehículo. 
A partir de 2003 y debido al aplastante dominio de Citroën, la marca obtiene varias victorias, pero no los campeonatos ni los mismos buenos resultados que había obtenido años atrás, aún incluso con el cambio de coche en 2004, al lanzar el Peugeot 307 WRC. 2005 supuso la última temporada para Peugeot en el mundial de rallys, dejando atrás una brillante trayectoria con 5 títulos de constructores y 4 de pilotos.

## Rally Dakar y Pikes Peak

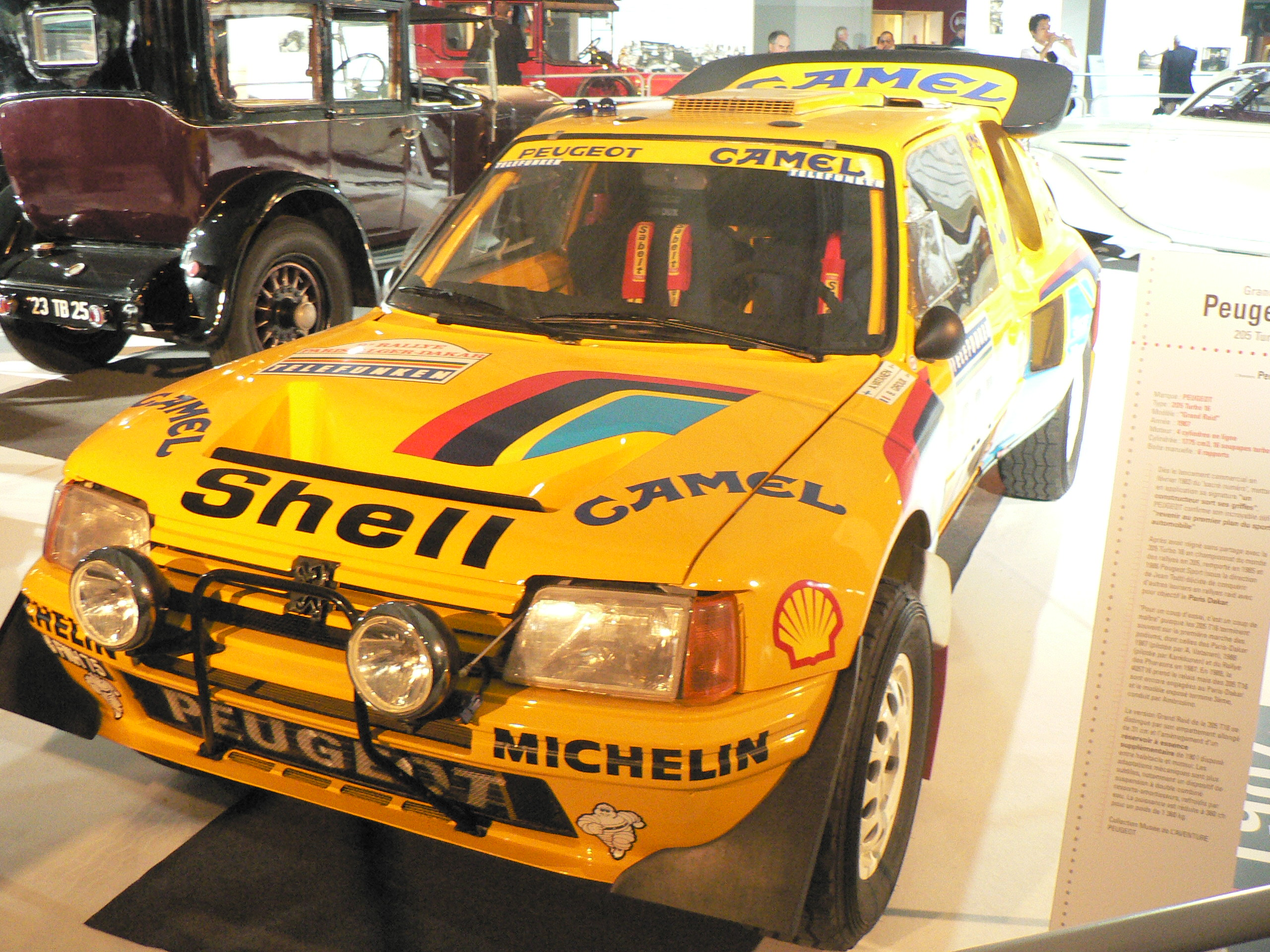
Peugeot 205 T16 que compitió en el Rally Dakar.

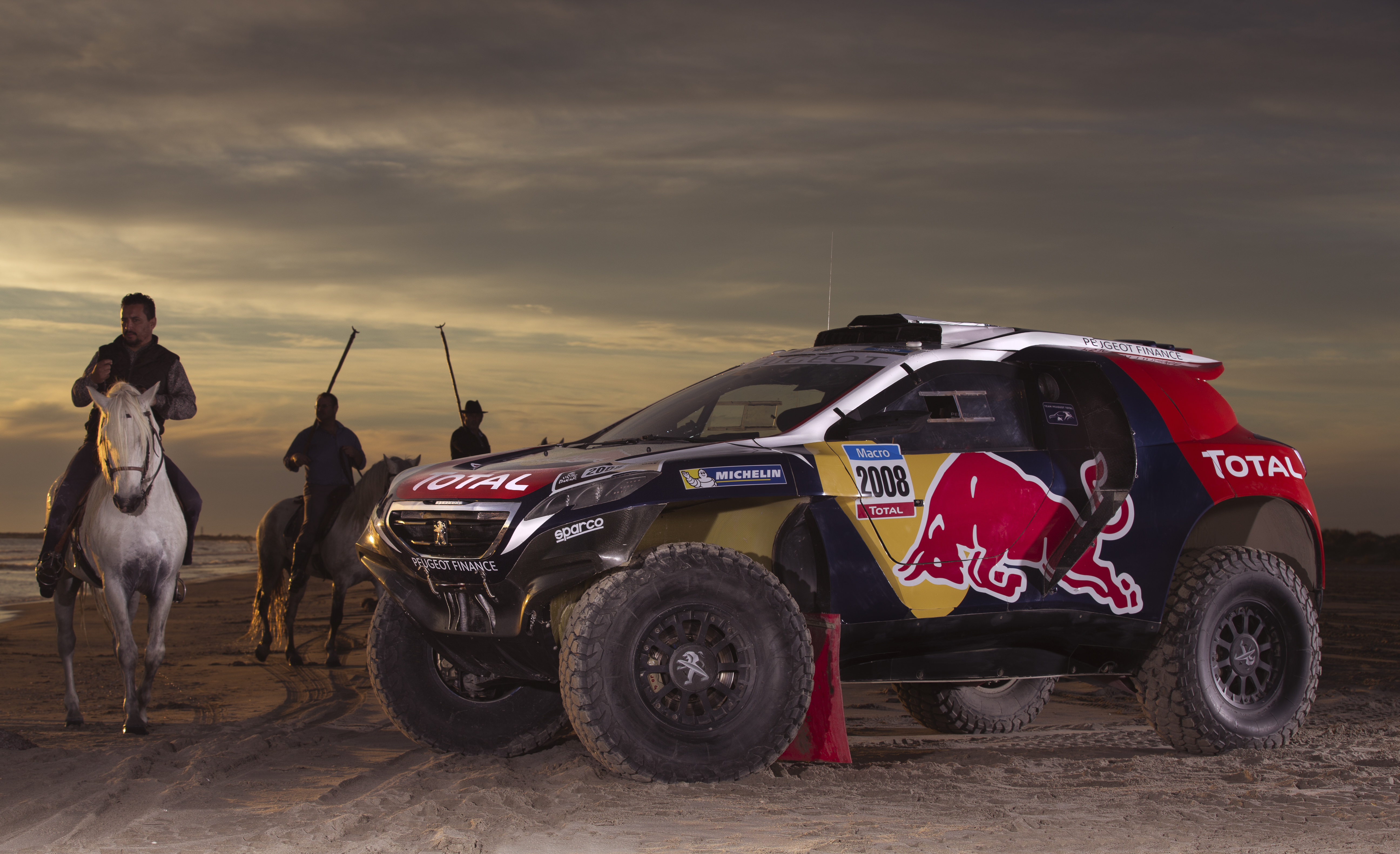
Peugeot 2008 DKR 2015

El reglamento Grupo B desaparació del Campeonato Mundial de Rally en 1987 debido a la muerte de Henri Toivonen y Sergio Cresto. Por tanto, Peugeot pasó a competir en el Rally Dakar, donde con un Peugeot 205 Turbo 16 ganó en 1987 y 1988 con los pilotos Ari Vatanen y Juha Kankkunen respectivamente. Además, con una versión más alargada del 205 T16 llamada Peugeot 405 Turbo 16, logró dos victorias en el Dakar en 1989 y 1990 de la mano de Vatanen.
Peugeot retornó al Rally Dakar en la edición 2015 con pilotos Carlos Sainz, Stéphane Peterhansel y Cyril Despres, utilizando un prototipo Peugeot 2008 DKR  de tracción trasera. Una vez la marca francesa mas retornó al Rally Dakar 2016 con la misma alineación titular de la edición titular más la incorporación de Sébastien Loeb, siendo Peterhansel el ganador general. La marca francesa adoptó el nuevo Peugeot 3008 DKR en Rally Dakar 2017, logrando el 1-2-3 encabezado por Peterhansel. Peugeot logró el tercer triunfo consecutivo en 2018, esta vez en manos de Sainz.
Con el Peugeot 405 T16 la marca también participó en la carrera de montaña Pikes Peak International Hill Climb, añadiendo varios alerones y apéndices aerodinámicos para aumentar el agarre del vehículo, donde ganó en 1988 con Vatanen y en 1989 con Bobby Unser. En 2013, Sebastien Loeb con un Peugeot 208 T16 Pikes Peak ganó la carrera, imponiendo un nuevo récord en la prueba, al reducir el récord anterior en más de quince por ciento.

## Turismos en Europa
En 1996, Peugeot disputó el Campeonato Alemán de Superturismos, con los pilotos Laurent Aïello y Altfrid Heger conduciendo los Peugeot 406. Aïello resultó tercero y Heger undécimo. Aïello logró el título para Peugeot en 1997, mientras que Jörg van Ommen finalizó cuarto. Al año siguiente, Aïello resultó subcampeón, por detrás de Johnny Cecotto, en tanto que van Ommen quedó décimo en el campeonato y Michael Bartels decimonoveno.
En tanto que en el Campeonato Francés de Superturismos Aïello fue campeón en 1994 con un Peugeot 405 Mi16, William David en 1999 y 2000 y Soheil Ayari en 2002, 2004 y 2005, en estos últimos dos casos lo lograron con un Peugeot 406.

## Turismos en América del Sur

### Brasil
Peugeot ingresó al Stock Car Brasil con un Peugeot 307 entre 2007 y 2010. Con ese modelo, Ricardo Mauricio y Cacá Bueno salieron campeones, en 2008 y 2009 respectivamente.
En 2011, Peugeot reemplazó el Peugeot 307, por el nuevo Peugeot 408. En ese año, Cacá Bueno lograría otro título con el equipo Red Bull Brasil. Dicho equipo dejó la marca en 2012 y Peugeot no se destacó en los años siguientes.

### Argentina

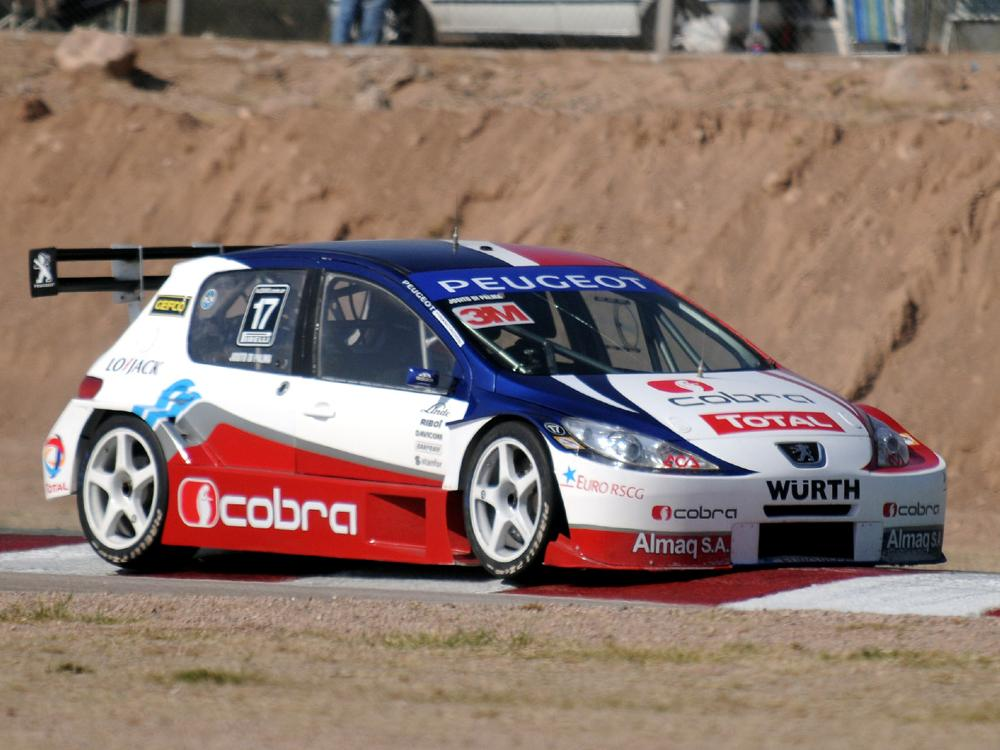
Peugeot 307 del TC2000 argentino.

Peugeot Argentina compitió como equipo oficial en el Turismo Competición 2000 entre 1994 y 2002 y entre 2009 hasta 2011, y en el Súper TC 2000 desde 2011 a 2018. Ha logrado 18 victorias, y obtuvo tres campeonatos de pilotos, de la mano de Juan María Traverso en 1995 con un Peugeot 405 y de Néstor Girolami en 2014 y 2015 con un Peugeot 408.

### Campeonato Sudamericano de Superturismos
Peugeot compitió oficialmente en el Campeonato Sudamericano de Superturismos con el Peugeot 406. La marca tuvo como pilotos a Cacá Bueno y Juan Manuel Fangio II en 1998, quienes resultaron segundo y quinto respectivamente. Bueno y Emiliano Spataro se coronaron campeones de pilotos en 1999, al empatar en puntos, victorias y todas las estadísticas establecidas en el reglamento.

## Carreras de resistencia

### Peugeot 905

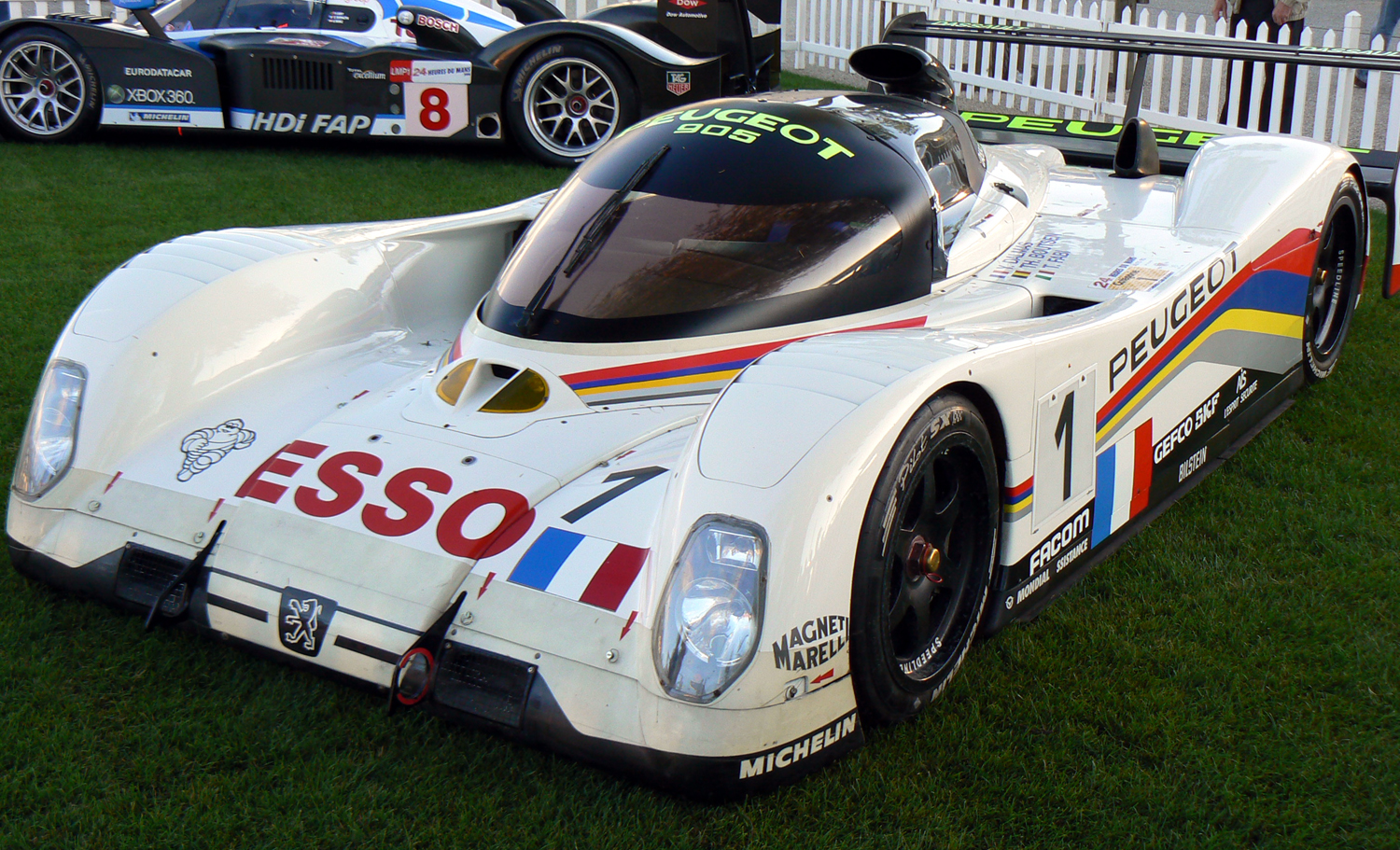
Peugeot 905

En las carreras de resistencias, Peugeot Sport estableció su equipo en Vélizy-Villacoublay, Francia y en 1988 puso en marcha el proyecto para desarrollar un modelo de competición para empezar a competir en el Campeonato Mundial de Resistencia en la temporada 1991. El Peugeot 905 debutó en 1990, y terminó segundo en el campeonato de equipos del Campeonato Mundial de Resistencia de 1991. 
En 1992, Peugeot Sport ganó las 24 Horas de Le Mans, con los pilotos Derek Warwick, Yannick Dalmas y Mark Blundell. También ganó el título de equipos del Campeonato Mundial de Resistencia, gracias a Warwick, Dalmas, Philippe Alliot y Mauro Baldi; en tanto que Dalmas y Warwick lograron el título del campeonato de pilotos.
El campeonato se dejó de disputar en 1993, sin embargo Peugeot lograron un 1-2-3 en las 24 Horas de Le Mans, con Éric Hélary, Christophe Bouchut y Geoff Brabham conduciendo el automóvil ganador. Posteriormente Peugeot Sport se retiró de las carreras de resistencia. Jean Todt, por su parte, salió de Peugeot para pasar a la Scuderia Ferrari.

### Peugeot 908

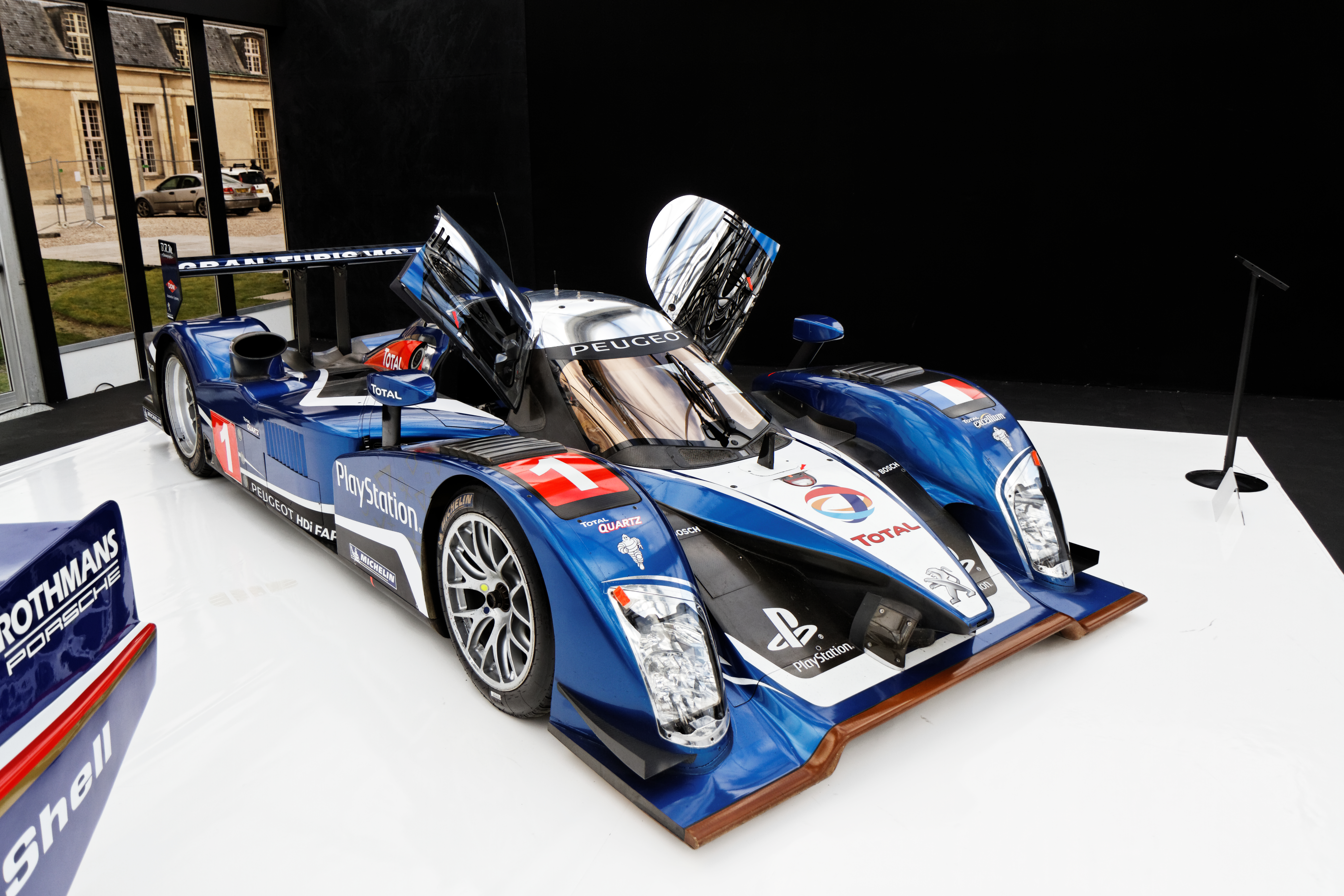
Peugeot 908 en exhibición.

Luego de salir del Campeonato Mundial de Rally en 2005, Peugeot volvió a las carreras de resistencia en 2007 con el Peugeot 908 HDI FAP de la clase LMP1. Equipado con motor Diesel, el equipo ganó las 24 Horas de Le Mans de 2009, las 12 Horas de Sebring de 2010 y 2011, y Petit Le Mans en 2009 y 2010. A su vez, fue campeón de la Le Mans Series en 2007 y subcampeón en 2008, y campeón de la Copa Intercontinental Le Mans 2010. En tanto, el equipo semioficial Oreca fue campeón de la Le Mans Series 2010 con dicho modelo.
Ante el cambio de reglamento para la temporada 2011, la marca creó el Peugeot 908, también Diesel. Ganó la Copa Intercontinental Le Mans al acumular cinco victorias en siete carreras, aunque Audi derrotó a los franceses en las 24 Horas de Le Mans. Peugeot desarrolló una versión con sistema de propulsión híbrido Diésel-eléctrico para la temporada 2012. Sin embargo, la crisis económica obligó a Peugeot a retirarse de la especialidad.

## Fórmula 1

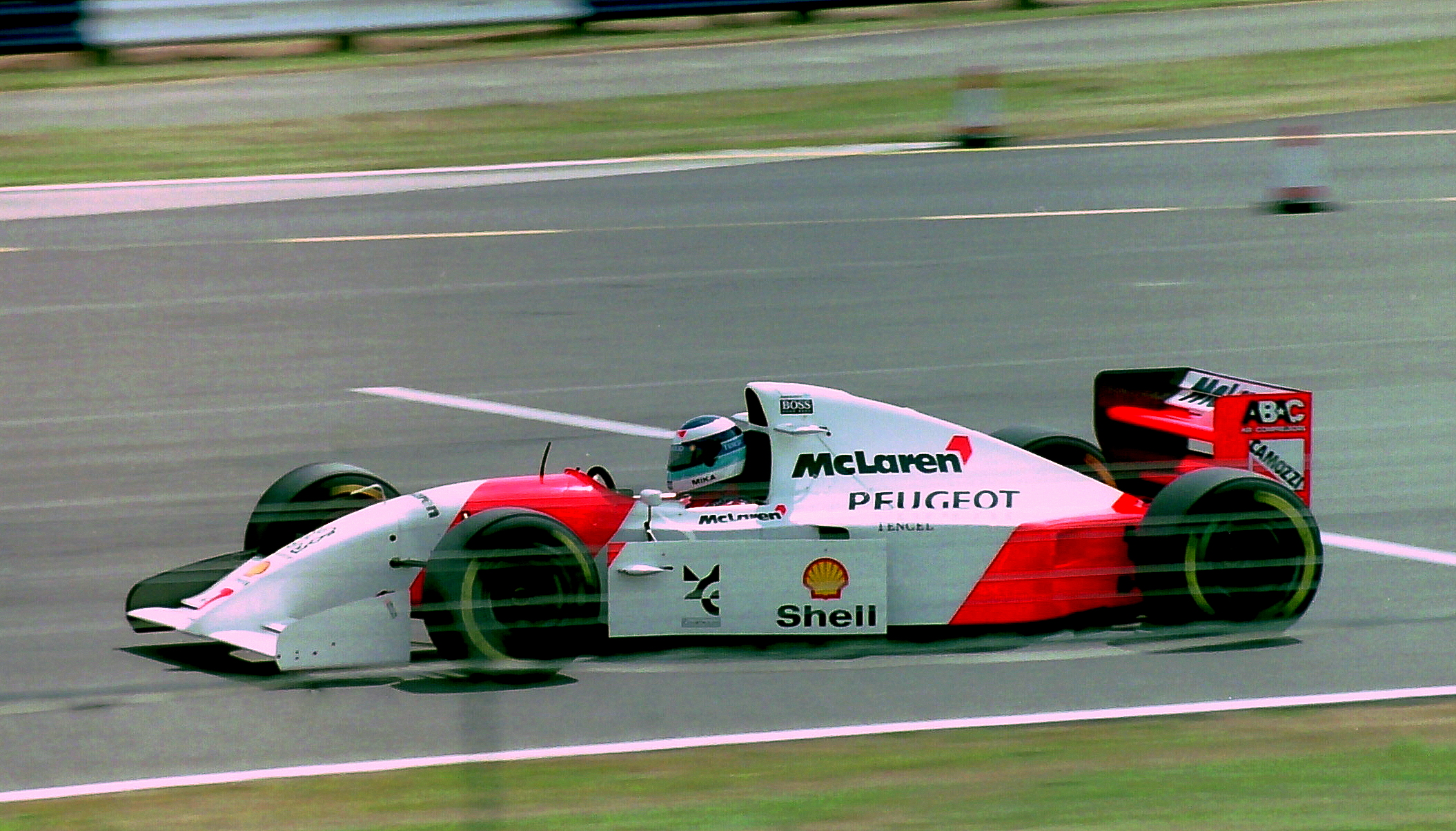
El McLaren MP4/9 fue el primer F1 que motorizó Peugeot.

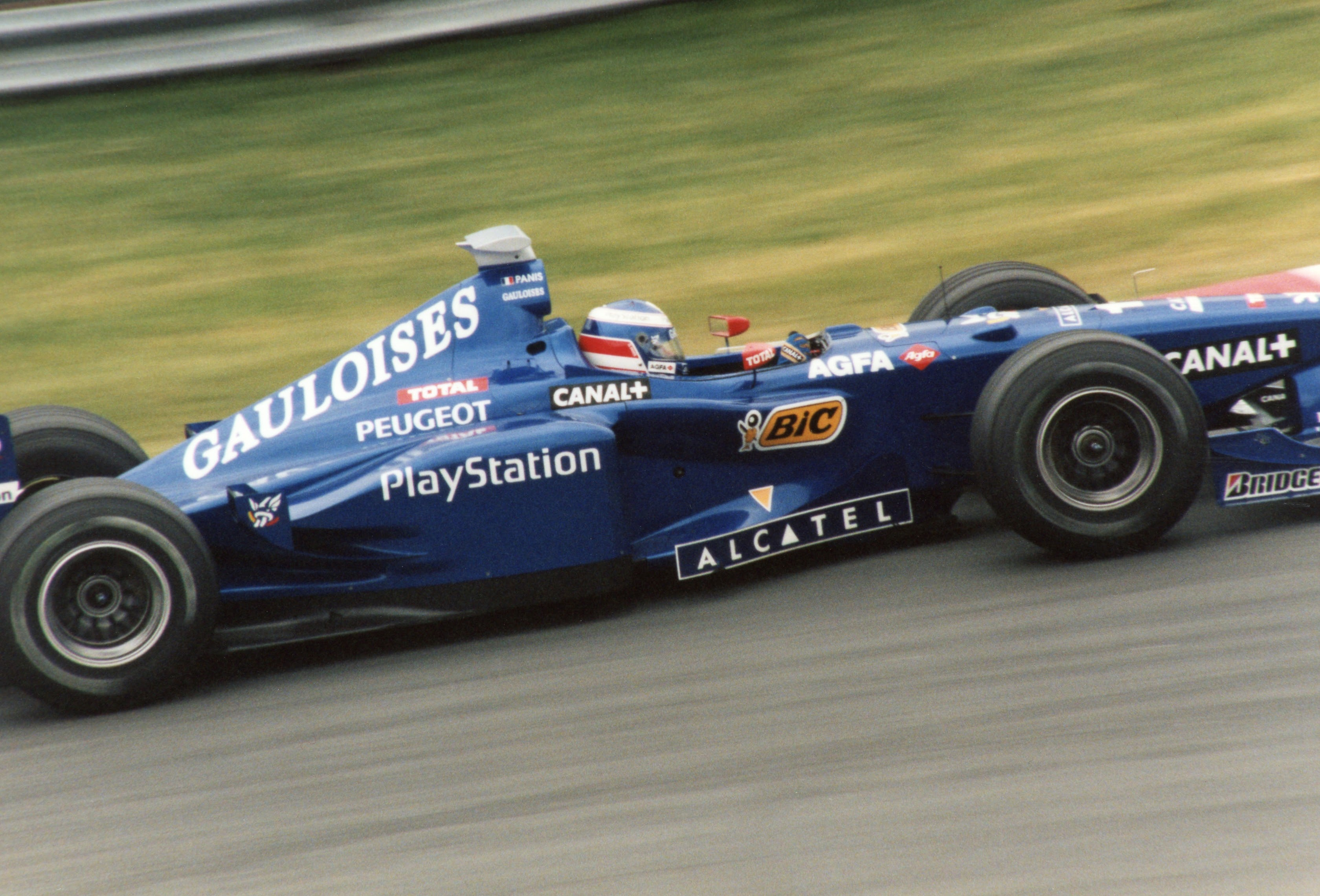
Prost Grand Prix usó motores Peugeot V10 desde 1998 hasta 2000.

Peugeot pasó a Fórmula 1 para 1994 como suministrador de motores, utilizando un motor V10 de 3,5 litros. Esto fue fácilmente adaptado para ser utilizado por McLaren en 1994. Obtuvieron el cuarto puesto en el Campeonato de Constructores, sin lograr victorias, lo que llevó a que la relación terminara al final de 1994. Luego pasó a colaborar con Jordan Grand Prix entre 1995 y 1997. Logró un sexto puesto en el campeonato en el primer año y quintos en los últimos dos, acumulando cinco podios pero ninguna victoria.
Después pasó a suministrar motores con Prost de equipo entre 1998 y 2000, entrando pocas veces en zona de puntos. A finales del 2000 los motores de Peugeot fueron comprados por Asiatech y se utilizaron para dos años más.

## Resultados

### Campeonato Mundial de Rally
| Temporada              | Piloto              | Vehículo                                       | Victorias | Posición final | Campeo. Construc. |
| ---------------------- | ------------------- | ---------------------------------------------- | --------- | -------------- | ----------------- |
| Marlboro Peugeot Total |                     |                                                |           |                |                   |
| 2005                   | Marcus Gronholm     | Peugeot 307 WRC Evo2                           | 2         | 3º             | 2º                |
| 2005                   | Nicolas Bernardi    | Peugeot 307 WRC Evo2                           | 0         | -              | 2º                |
| 2005                   | Daniel Carlsson     | Peugeot 307 WRC Evo2                           | 0         | -              | 2º                |
| 2005                   | Markko Martin       | Peugeot 307 WRC Evo2                           | 0         | 5º             | 2º                |
| 2004                   | Marcus Gronholm     | Peugeot 307 WRC                                | 1         | 5º             | 4º                |
| 2004                   | Freddy Loix         | Peugeot 307 WRC                                | 0         | 10º            | 4º                |
| 2004                   | Cedric Robert       | Peugeot 307 WRC                                | 0         | 16º            | 4º                |
| 2004                   | Harri Rovanpera     | Peugeot 307 WRC                                | 0         | 8º             | 4º                |
| 2003                   | Marcus Gronholm     | Peugeot 206 WRC (2002)                         | 3         | 6º             | 2º                |
| 2003                   | Richard Burns       | Peugeot 206 WRC (2002)                         | 0         | 4º             | 2º                |
| 2003                   | Gilles Panizzi      | Peugeot 206 WRC (2002)                         | 1         | 10º            | 2º                |
| 2003                   | Harri Rovanpera     | Peugeot 206 WRC (2002)                         | 0         | 11º            | 2º                |
| Peugeot Total          |                     |                                                |           |                |                   |
| 2002                   | Richard Burns       | Peugeot 206 WRC (2002) Peugeot 206 WRC (2001)  | 0         | 5º             | 1º                |
| 2002                   | Marcus Gronholm     | Peugeot 206 WRC (2002) Peugeot 206 WRC (2001)  | 5         | 1º             | 1º                |
| 2002                   | Gilles Panizzi      | Peugeot 206 WRC (2002) Peugeot 206 WRC (2001)  | 3         | 6º             | 1º                |
| 2002                   | Harri Rovanpera     | Peugeot 206 WRC (2002) Peugeot 206 WRC (2001)  | 0         | 7º             | 1º                |
| Team Peugeot Total     |                     |                                                |           |                |                   |
| 2001                   | Marcus Gronholm     | Peugeot 206 WRC (2000) Peugeot 206 WRC (2001)  | 3         | 4º             | 1º                |
| 2001                   | Didier Auriol       | Peugeot 206 WRC (2000) Peugeot 206 WRC (2001)  | 1         | 7º             | 1º                |
| 2001                   | Gilles Panizzi      | Peugeot 206 WRC (2000) Peugeot 206 WRC (2001)  | 1         | 8º             | 1º                |
| 2001                   | Harri Rovanpera     | Peugeot 206 WRC (2000) Peugeot 206 WRC (2001)  | 1         | 5º             | 1º                |
| Peugeot Esso           |                     |                                                |           |                |                   |
| 2000                   | Francois Delecour   | Peugeot 206 WRC (2000) Peugeot 206 WRC         | 0         | 6º             | 1º                |
| 2000                   | Marcus Gronholm     | Peugeot 206 WRC (2000) Peugeot 206 WRC         | 4         | 1º             | 1º                |
| 2000                   | Gilles Panizzi      | Peugeot 206 WRC (2000) Peugeot 206 WRC         | 2         | 1º             | 1º                |
| 1999                   | Francois Delecour   | Peugeot 206 WRC                                | 0         | 16º            | 6º                |
| 1999                   | Marcus Gronholm     | Peugeot 206 WRC                                | 0         | 15º            | 6º                |
| 1999                   | Gilles Panizzi      | Peugeot 206 WRC                                | 0         | 10º            | 6º                |
| Peugeot Talbot Sport   |                     |                                                |           |                |                   |
| 1986                   | Juha Kankkunen      | Peugeot 205 Turbo 16 Evo2                      | 3         | 1º             | 1º                |
| 1986                   | Timo Salonen        | Peugeot 205 Turbo 16 Evo2                      | 2         | 3º             | 1º                |
| 1986                   | Stig Blomqvist      | Peugeot 205 Turbo 16 Evo2                      | 0         | 11º            | 1º                |
| 1986                   | Bruno Sabby         | Peugeot 205 Turbo 16 Evo2                      | 1         | 7º             | 1º                |
| 1985                   | Timo Salonen        | Peugeot 205 Turbo 16 Evo2 Peugeot 205 Turbo 16 | 5         | 1º             | 1º                |
| 1985                   | Ari Vatanen         | Peugeot 205 Turbo 16 Evo2 Peugeot 205 Turbo 16 | 2         | 4º             | 1º                |
| 1985                   | Karl Grundel        | Peugeot 205 Turbo 16 Evo2 Peugeot 205 Turbo 16 | 0         | 30.º           | 1º                |
| 1985                   | Bruno Sabby         | Peugeot 205 Turbo 16 Evo2 Peugeot 205 Turbo 16 | 0         | 11º            | 1º                |
| 1984                   | Ari Vatanen         | Peugeot 205 Turbo 16                           | 3         | 4º             | 3º                |
| 1984                   | Jean-Pierre Nicolas | Peugeot 205 Turbo 16                           | 0         | 14º            | 3º                |
| Fuente:                |                     |                                                |           |                |                   |

### Fórmula 1
(Clave) (negrita indica pole position) (cursiva indica vuelta rápida)

| Año     | Equipo                               | Chasis        | Motor           | Neu. | Pilotos              | 1   | 2   | 3   | 4   | 5   | 6   | 7   | 8   | 9   | 10  | 11  | 12  | 13  | 14  | 15  | 16  | 17  | Puntos | Pos. |
| ------- | ------------------------------------ | ------------- | --------------- | ---- | -------------------- | --- | --- | --- | --- | --- | --- | --- | --- | --- | --- | --- | --- | --- | --- | --- | --- | --- | ------ | ---- |
| 1994    | Marlboro McLaren Peugeot             | McLaren MP4/9 | A6 3.5 V10      | G    |                      | BRA | PAC | SMR | MON | ESP | CAN | FRA | GBR | GER | HUN | BEL | ITA | POR | EUR | JPN | AUS |     | 42     | 4.º  |
| 1994    | Marlboro McLaren Peugeot             | McLaren MP4/9 | A6 3.5 V10      | G    | Mika Häkkinen        | Ret | Ret | 3   | Ret | Ret | Ret | Ret | 3   | Ret |     | 2   | 3   | 3   | 3   | 7   | 12  |     | 42     | 4.º  |
| 1994    | Marlboro McLaren Peugeot             | McLaren MP4/9 | A6 3.5 V10      | G    | Philippe Alliot      |     |     |     |     |     |     |     |     |     | Ret |     |     |     |     |     |     |     | 42     | 4.º  |
| 1994    | Marlboro McLaren Peugeot             | McLaren MP4/9 | A6 3.5 V10      | G    | Martin Brundle       | Ret | Ret | 8   | 2   | 11  | Ret | Ret | Ret | Ret | 4   | Ret | 5   | 6   | Ret | Ret | 3   |     | 42     | 4.º  |
| 1995    | Total Jordan Peugeot                 | Jordan 195    | A10 3.0 V10     | G    |                      | BRA | ARG | SMR | ESP | MON | CAN | FRA | GBR | GER | HUN | BEL | ITA | POR | EUR | PAC | JPN | AUS | 21     | 6.º  |
| 1995    | Total Jordan Peugeot                 | Jordan 195    | A10 3.0 V10     | G    | Rubens Barrichello   | Ret | Ret | Ret | 7   | Ret | 2   | 6   | 11  | Ret | 7   | 6   | Ret | 11  | 4   | Ret | Ret | Ret | 21     | 6.º  |
| 1995    | Total Jordan Peugeot                 | Jordan 195    | A10 3.0 V10     | G    | Eddie Irvine         | Ret | Ret | 8   | 5   | Ret | 3   | 9   | Ret | 9   | 13  | Ret | Ret | 10  | 6   | 11  | 4   | Ret | 21     | 6.º  |
| 1996    | Benson & Hedges Total Jordan Peugeot | Jordan 196    | A12 EV5 3.0 V10 | G    |                      | AUS | BRA | ARG | EUR | SMR | MON | ESP | CAN | FRA | GBR | GER | HUN | BEL | ITA | POR | JPN |     | 22     | 5.º  |
| 1996    | Benson & Hedges Total Jordan Peugeot | Jordan 196    | A12 EV5 3.0 V10 | G    | Rubens Barrichello   | Ret | Ret | 4   | 5   | 5   | Ret | Ret | Ret | 9   | 4   | 6   | 6   | Ret | 5   | Ret | 9   |     | 22     | 5.º  |
| 1996    | Benson & Hedges Total Jordan Peugeot | Jordan 196    | A12 EV5 3.0 V10 | G    | Martin Brundle       | Ret | 12  | Ret | 6   | Ret | Ret | Ret | 6   | 8   | 6   | 10  | Ret | Ret | 4   | 9   | 5   |     | 22     | 5.º  |
| 1997    | Benson & Hedges Jordan Peugeot       | Jordan 197    | A14 3.0 V10     | G    |                      | AUS | BRA | ARG | SMR | MON | ESP | CAN | FRA | GBR | GER | HUN | BEL | ITA | AUT | LUX | JPN | EUR | 33     | 5.º  |
| 1997    | Benson & Hedges Jordan Peugeot       | Jordan 197    | A14 3.0 V10     | G    | Ralf Schumacher      | Ret | Ret | 3   | Ret | Ret | Ret | Ret | 6   | 5   | 5   | 5   | Ret | Ret | 5   | Ret | 9   | Ret | 33     | 5.º  |
| 1997    | Benson & Hedges Jordan Peugeot       | Jordan 197    | A14 3.0 V10     | G    | Giancarlo Fisichella | Ret | 8   | Ret | 4   | 6   | 9   | 3   | 9   | 7   | 11  | Ret | 2   | 4   | 4   | Ret | 7   | 11  | 33     | 5.º  |
| 1998    | Gauloises Prost Peugeot              | Prost AP01    | A16 3.0 V10     | B    |                      | AUS | BRA | ARG | SMR | ESP | MON | CAN | FRA | GBR | AUT | GER | HUN | BEL | ITA | LUX | JPN |     | 1      | 9.º  |
| 1998    | Gauloises Prost Peugeot              | Prost AP01    | A16 3.0 V10     | B    | Olivier Panis        | 9   | Ret | 15  | 11  | 16  | Ret | Ret | 11  | Ret | Ret | 15  | 12  | DNS | Ret | 12  | 11  |     | 1      | 9.º  |
| 1998    | Gauloises Prost Peugeot              | Prost AP01    | A16 3.0 V10     | B    | Jarno Trulli         | Ret | Ret | 11  | Ret | 9   | Ret | Ret | Ret | Ret | 10  | 12  | Ret | 6   | 13  | Ret | 12  |     | 1      | 9.º  |
| 1999    | Gauloises Prost Peugeot              | Prost AP02    | A18 3.0 V10     | B    |                      | AUS | BRA | SMR | MON | ESP | CAN | FRA | GBR | AUT | GER | HUN | BEL | ITA | EUR | MYS | JPN |     | 9      | 7.º  |
| 1999    | Gauloises Prost Peugeot              | Prost AP02    | A18 3.0 V10     | B    | Olivier Panis        | Ret | 6   | Ret | Ret | Ret | 9   | 8   | 13  | 10  | 6   | 10  | 13  | 11  | 9   | Ret | Ret |     | 9      | 7.º  |
| 1999    | Gauloises Prost Peugeot              | Prost AP02    | A18 3.0 V10     | B    | Jarno Trulli         | Ret | Ret | Ret | 7   | 6   | Ret | 7   | 9   | 7   | Ret | 8   | 12  | Ret | 2   | Ret | Ret |     | 9      | 7.º  |
| 2000    | Gauloises Prost Peugeot              | Prost AP03    | A20 3.0 V10     | B    |                      | AUS | BRA | SMR | GBR | ESP | EUR | MON | CAN | FRA | AUT | GER | HUN | BEL | ITA | USA | JPN | MYS | 0      | NC   |
| 2000    | Gauloises Prost Peugeot              | Prost AP03    | A20 3.0 V10     | B    | Jean Alesi           | Ret | Ret | Ret | 10  | Ret | 9   | Ret | Ret | 14  | Ret | Ret | Ret | Ret | 12  | Ret | Ret | 11  | 0      | NC   |
| 2000    | Gauloises Prost Peugeot              | Prost AP03    | A20 3.0 V10     | B    | Nick Heidfeld        | 9   | Ret | Ret | Ret | 16  | EX  | 8   | Ret | 12  | Ret | 12  | Ret | Ret | Ret | 9   | Ret | Ret | 0      | NC   |
| Fuente: |                                      |               |                 |      |                      |     |     |     |     |     |     |     |     |     |     |     |     |     |     |     |     |     |        |      |